# ちっちゃな英雄
ちっちゃな英雄（ちっちゃなヒーロー）は、2015年6月27日よりサンリオピューロランドのアトラクション「フェアリーランドシアター」で公演された、大切な仲間たち 〜ねずみ物語〜を原作としたマイメロディのメロディとねずみ男子たちによる2.5次元ミュージカル作品である。英語表記ではLittle Heroである。2018年5月27日終演を迎え、通算約2年11ヶ月間続いたミュージカル作品であった。

## 曲目
1. すばらしい世界[注釈 1]
2. みんなの笑顔
3. ごちそうの唄
4. 森はパラダイス
5. 僕は知ってる
6. 我らが英雄
7. すばらしい世界 リプライズ

## 出演者
- ストーリーテラー：メロディ（マイメロディ）
- 木の精
- 長老
- ラオーネ（鳴き声のみ）

### ねずみ男子
| チーム        | 期 | 期間                           | ジョージ役                                                                       | ブックス役                                    | ジェラルド役      | ロベルト役                                   | ハンス役                                        | 仲間1役    | 仲間2役  | 出典          |
| ------------- | -- | ------------------------------ | -------------------------------------------------------------------------------- | --------------------------------------------- | ----------------- | -------------------------------------------- | ----------------------------------------------- | ---------- | -------- | ------------- |
| Team Dream    |    | 2015年6月27日 - 9月30日        | 加藤真央                                                                         | 西馬るい                                      | 坂垣怜次          | 加藤良輔                                     | 齋藤健心                                        | 石橋大将   | 柏木湊太 | [ 1 ] [ 3 ]   |
| Team Smile    | 1  | 2015年8月1日 - 8月30日         | 味方良介                                                                         | 花塚廉太郎                                    | 磯村洋介          | 今田竜人                                     | 松田将希                                        | 白磯大知   | 田村心   | [ 5 ]         |
| Team Smile    | 2  | 2015年9月4日 - 9月29日         | 結城洋平                                                                         | 花塚廉太郎                                    | 磯村洋介          | 今田竜人                                     | 松田将希                                        | 白磯大知   | 田村心   | [ 6 ]         |
| Team Star     | 1  | 2015年10月1日 - 11月14日       | 加藤真央                                                                         | 西馬るい                                      | 小波津亜廉        | 今田竜人                                     | 永松文太                                        | 久具巨林   | 小林和輝 | [ 7 ] [ 8 ]   |
| Team Star     | 2  | 2015年11月16日 - 12年24日      | 加藤真央                                                                         | 高根正樹                                      | 小波津亜廉        | 山内圭輔                                     | 永松文太                                        | 久具巨林   | 小林和輝 | [ 9 ]         |
| Team Happy    |    | 2015年10月2日 - 12月25日       | 藤原薫                                                                           | 花塚廉太郎                                    | 平井浩基          | 月岡弘一                                     | 堀田怜央                                        | 石橋大将   | 田村心   | [ 10 ]        |
| Team Twinkle  |    | 2015年12月27日 - 2016年3月20日 | 加藤真央                                                                         | 高根正樹                                      | 小波津亜廉        | 松谷嵐                                       | 堀田怜央                                        | 久具巨林   | 小林和輝 | [ 11 ]        |
| Team Sky      |    | 2015年12月26日 - 2016年3月19日 | 岩義人                                                                           | 田村心                                        | 平井浩基          | 植木哲                                       | 小林瑞紀                                        | 朝倉佑介   | 木村健人 | [ 12 ]        |
| Team Moon     |    | 2016年3月20日 - 6月20日        | 岩義人                                                                           | 澤田怜央                                      | 井藤瞬            | 山口侑佑                                     | 野口準                                          | 重岡峻徳   | 吉村栄功 | [ 13 ]        |
| Team Sunny    |    | 2016年3月21日 - 6月21日        | 木村健人                                                                         | 高根正樹 田村心（ダブルキャスト）             | 三井理陽          | 松谷嵐                                       | 池田明日香                                      | 小林和輝   | 桂智寛   | [ 14 ]        |
| Team Tomorrow |    | 2016年6月22日 - 9月28日        | 岩義人（ - 8月17日） 石渡真修（7月1日 - 8月31日） 影山達也（6月25日・9月1日 - ） | 三井理陽                                      | 井藤瞬            | 綾切拓也                                     | 野口準                                          | 東将司     | 吉村栄功 | [ 15 ] [ 16 ] |
| Team Aqua     |    | 2016年6月24日 - 9月27日        | 木村健人                                                                         | 澤田怜央                                      | 蔵田尚樹          | 山口侑佑                                     | 小林和輝                                        | 奥田将貴   | 阿部大地 | [ 15 ] [ 17 ] |
| Team Cheer    |    | 2016年9月29日 - 12月20日       | 佐川大樹                                                                         | 綾切拓也                                      | 吉村栄功          | 東将司                                       | 杉尾翔太                                        | 岩城直弥   | 奥田将貴 | [ 18 ]        |
| Team Believe  |    | 2016年9月30日 - 12年19日       | 高岡裕貴                                                                         | 拳多                                          | 竹内優            | 加古臨王（ - 11月30日） 植木哲（12月2日 - ） | 小林和輝（ - 11月14日） 齋藤健心（11月23日 - ） | 横田勝矢   | 阿部大地 | [ 19 ]        |
| Team Heart    |    | 2016年12月22日 - 2017年3月13日 | 登野城佑真                                                                       | 拳多                                          | 吉村栄功          | 月岡弘一                                     | 横田勝矢                                        | 岩城直弥   | 横田陽介 | [ 20 ]        |
| Team Flower   |    | 2016年12月21日 - 2017年3月14日 | 高岡裕貴                                                                         | 遊佐航                                        | 増本健一          | 伊藤澄也                                     | 野見山拳太                                      | 白石裕規   | 大輝     | [ 21 ]        |
| Team Wish     |    | 2017年3月15日-2017年6月26日    | 柳原凛                                                                           | 遊佐航                                        | 増本健一          | 氏家蓮                                       | 野見山拳太                                      | 白石裕規   | 横田陽介 | [ 22 ]        |
| Team Peace    |    | 2017年3月16日-2017年6月27日    | 高岡裕貴                                                                         | 拳多（ - 3月27日） 西馬るい（3月30日 - ）     | 岩城直弥          | 伊藤澄也                                     | 澤田征士郎                                      | 松本健人   | 大輝     | [ 23 ]        |
| Team Shiny    |    | 2017年6月30日-2017年9月26日    | 福島海太（ - 8月6日、8月27日 - ） 藤原薫（8月7日 - 8月26日）                     | 花塚廉太郎                                    | 岩城直弥          | 永松文太（ - 7月18日） 東将司（7月20日 - ）  | 松本健人                                        | 望月真富士 | 斎藤蓮   | [ 24 ] [ 25 ] |
| Team Grow     |    | 2017年7月1日-2017年9月27日     | 柳原凛                                                                           | 横田陽介                                      | 磯村洋介          | 白石裕規                                     | 澤田征士郎                                      | 田中宏宜   | 船橋拓幹 | [ 24 ] [ 26 ] |
| Team Rhythm   |    | 2017年9月28日-2017年12月19日   | 磯村洋介                                                                         | 横田陽介                                      | 花塚廉太郎        | 白石裕規                                     | 堀越拓也                                        | 田中宏宜   | 佐藤佑樹 | [ 27 ]        |
| Team March    |    | 2017年9月29日-2017年12月20日   | 月岡弘一                                                                         | 田村心（ - 10月16日） 松田将希（10月20日 - ） | 平井浩基          | 松丸太樹                                     | 山口渓                                          | 望月真富士 | 船橋拓幹 | [ 27 ]        |
| Team Miracle  |    | 2017年12月21日-2017年3月20日   | 佐野真白                                                                         | 小林和輝                                      | 花塚廉太郎        | 白石裕規                                     | 横田陽介                                        | 望月真富士 | 阿部大地 | [ 28 ]        |
| Team Fantasy  |    | 2017年12月22日-2018年3月21日   | 木村健人                                                                         | 山口渓                                        | 竹内優            | 中村太郎                                     | 堀越拓也                                        | 佐藤佑樹   | 小川海斗 | [ 28 ]        |
| Team Hope     |    | 2018年3月23日-2018年5月26日    | 佐野真白 高岡裕貴                                                                | 小林和輝                                      | 三井理陽          | 望月真富士                                   | 堀越拓也                                        | 住野文哉   | 小川海斗 | [ 29 ]        |
| Team Future   |    | 2018年3月22日-2018年5月26日    | 木村健人                                                                         | 亀井賢治                                      | 平井浩基 増本健一 | 加古臨王 平井浩基                            | 小田川颯依 横田陽介                             | 松井翔司   | 阿部大地 | [ 29 ]        |

## スタッフ
- 原作・製作総指揮：辻信太郎[30][31]
- エグゼクティブプロデューサー：野村高章
- 脚色・演出：きだつよし[30]
- 音楽：大石憲一郎
- 作詞：うえのけいこ[32]
- 振付：EBATO[注釈 4]
- 舞台美術デザイン：青木拓也[30]
- 衣裳デザイン：屋島裕樹
- ヘアメイク：二宮ミハル
- 舞台監督：寅川 英司
- 製作協力：株式会社サンリオ・株式会社ネルケプランニング、東宝舞台株式会社[注釈 5]

## 声の演出
- 佐久間レイ[注釈 5]
- 島田敏

## 映像ソフト
『ちっちゃな英雄』
DVD版 V-1252 ISBN 978-4-387-15046-6
2015年10月21日サンリオより発売された。出演チームはTeam Dream。特典として出演者スペシャルインタビュー映像やキューエリア案内映像が収録されている。本編41分、特典17分。

## その他
- ちっちゃな英雄の上演1周年を記念して2016年7月10日および7月17日に新旧キャストによる予約制の記念イベント（所要時間約60分）が開催された[33]。
- 2017年7月に上演3週年目を迎えたことを記念し、ねずみ男子たちの衣装が従来のボーダー柄からドット柄を基調としたデザインにリニューアルされ、7月31日17:20公演（Team Shiny）および8月1日17:20公演（Team Grow）に初お披露目された[34]。
- 千秋楽となる2018年5月26日およびその翌日の27日はピューロランドの営業時間後に予約制のファイナルイベント（所要時間約80分）が開催され、過去にちっちゃな英雄を演じたキャスト（ねずみ男子OB）がスペシャルゲストとして招かれてトークショーやお見送りハイタッチ会などのほか、オリジナルグッズの販売も行なわれた[35]。